# کلادیو تورلی
کلادیو تورلی (ایتالیایی: Claudio Torelli؛ زادهٔ ۲۳ ژانویهٔ ۱۹۵۴ ‏(۷۱ سال)) دوچرخه‌سوار اهل ایتالیا است.